# La pelle di zigrino
La pelle di zigrino (La peau de chagrin) è un romanzo dello scrittore francese Honoré de Balzac del 1831.

## Trama
Un giovane, Raphaël de Valentin, perdendo le sue ultime risorse, desidera morire. Scopre, presso un vecchio antiquario, un talismano, una pelle di zigrino, che dovrebbe permettergli di soddisfare le tumultuose passioni della sua età. Di rara bellezza la descrizione del negozio dell'antiquario dove la storia dell'umanità viene riassunta e raccontata in una carrellata di oggetti.
Cede il giovane all'impeto del piacere, conduce un'esistenza dissoluta, sogna anche l'amore e passa dalla crudele Fedora, una nobile russa dal cuore di pietra all'angelica Pauline, una ragazzina che incarna tutte le doti di candore, ingenuità e bellezza peculiari della femminilità idealizzata. Nelle sue esperienze successive Valentin si inaridisce. Ad ogni nuova gioia che si procura, la pelle, che è tagliata a misura per la sua vita, si restringe; un giorno si accorge che ormai è ridotta a qualche pollice e cerca invano di scongiurare il suo destino sfuggendo ad ogni desiderio, isolandosi, peregrinando fra stazioni termali e rifugi bucolici in Alvernia, ma non ci sarà nulla da fare: irrimediabilmente condannato, sparirà come il suo talismano.

## Analisi dell'opera
Questo racconto dal sottofondo moraleggiante è una riflessione sull'alternativa cui gli uomini si trovano messi di fronte: una vita lunga ma priva di emozioni forti o una vita intensa ma breve.
Balzac comunque coglie lo spunto per riflessioni amare sulla società del suo tempo, rappresentata dalla cinica Fedora, sull'aridità e l'arrivismo di un potere che le vicende storiche hanno corrotto ed imborghesito (in senso deleterio, meschino) ed in particolare insiste in molte pagine sul potere dei giornalisti, dell'opinione pubblica (definita la più viziosa delle prostitute), tracciando veloci ritratti di personaggi privi di scrupoli morali, ambiziosi e viziosi. Anche le pagine in cui la chimica, la meccanica, la medicina e la scienza vengono messe alla berlina nella loro incapacità di spiegare nulla sull'uomo e sulle sue profonde pulsioni sono ricche di spunti di riflessione per il lettore contemporaneo, e, come nella miglior tradizione del romanzo ottocentesco, ricche di interessanti informazioni sullo stato dell'arte delle varie discipline al momento in cui il testo viene scritto. Ancora da notare come il denaro non sia nel mondo descritto da Balzac particolarmente legato al lavoro, e anche se onnipresente nelle vicende e nei pensieri dei protagonisti -anche quando parlano d'amore - è più che altro ambito via improbabili colpi di fortuna, eredità, rendite, scherzi del destino.

## Opere derivate

### Adattamenti musicali e coreografici
- La Peau de chagrin, dramma lirico in quattro atti di Charles Lévadé (1869-1948), libretto di Pierre Decourcelle e Michel Carré.
- Die tödlichen Wünsche ("I desideri mortali"), opera (1959-1962) di Giselher Klebe.[1]
- La Peau de Chagrin, balletto in due atti. Soggetto, coreografia e regia di Peter van Dijk, musica di Ivan Semenoff, scene e costumi di Jean-Pierre Ponnelle, prima rappresentazione il 1º aprile 1960 all'Opéra-Comique di Parigi (sala Favart).[2]
- Šagrenevaja Kost' (Шагреневая Кость, "L'osso di zigrino"), balletto e opera di Jurij Chanon, opus 37-38 (1989-1990).[3]

### Adattamenti cinematografici
- La Peau de chagrin, regia di Michel Carré (1909).
- The Magic Skin ("La pelle magica"), regia di Richard Ridgely (1915).
- Das Spiel vom Tod ("Il gioco della morte"), regia di Alwin Neuß (1917).
- Slave of Desire ("Schiavo del desiderio"), regia di George D. Baker (1923).
- Die unheimlichen Wünsche ("I desideri inquietanti"), regia di Heinz Hilpert (1939).
- La piel de zapa, regia di Luis Bayón Herrera (1943).
- Šagrenska Koža, regia di Vlado Kristl (1960).
- Šagrenevaja Kost' (Шагреневая кость, "L'osso di zigrino"), regia di Igor Bezrukov, tratto dal balletto omonimo.

### Adattamenti televisivi
- La Peau de chagrin, regia di Michel Favart.
- La pelle di zigrino (La Peau de Chagrin), regia di Alain Berliner.

## Edizioni italiane
- La pelle di zigrino. Romanzo, trad. Emilio Girardi, Collezione Sonzogno, Milano, 1904 (1961).
- La pelle di zigrino, trad. Gildo Passini, Collana Studi Filosofici n.29, Corbaccio, Milano, 1933.
- La pelle di zigrino, trad. e cura di Giorgina Vivanti, Collana di traduzioni:I grandi scrittori stranieri n.47, UTET, Torino, 1934, 1972, 1982; introduzione di Alberto Castoldi, Collana TEA, Milano, 1988
- La pelle di zigrino, trad. Camillo Sbarbaro, Collana Narratori stranieri tradotti n.36, Einaudi, Torino, 1947.
- Lo zigrino, trad. Irma Zorzi, Collana Biblioteca Universale Rizzoli n.1116-1118, Rizzoli, Milano, I ed. 1957; introd. e note di Maurice Allem, BUR, Milano, 1982.
- La pelle di zigrino, trad. Mariaserena Battaglia, Edizioni per il Club del libro, Milano 1958; Collana Capolavori della narrativa, De Agostini, Novara, 1964 (1984).
- La pelle di zigrino, trad. di traduzione di Ugo Dettore, Collana Biblioteca Moderna n.523-524, A. Mondadori, Milano, 1958.
- La pelle di zigrino, Collana I grandi narratori, Alberto Peruzzo, Milano, 1986.
- La pelle di zigrino, trad. Cosimo Ortesta, introduzione di Lanfranco Binni, Collana i grandi libri, Garzanti, Milano, 1995, ISBN 978-88-11-36557-0.